# 木曾材木奉行所
木曾材木奉行所（きそざいもくぶぎょうしょ）は、江戸時代に尾張藩が木曽谷で伐採した材木を管理するために設置した奉行所。
長野県木曽郡上松町の原畑(現在の上松小学校の敷地)に置かれ、上松材木役所・上松材木奉行所・上松御陣屋・原畑役所とも呼ばれた。

## 歴史

### 山村甚兵衛家の木曾代官
山村氏は元は木曾氏の重臣で、山村良勝が関ヶ原の戦いの前哨戦の東濃の戦いで東軍を勝利に導いた功績から徳川家康から知行所を与えられ、木曾代官と福島関所の管理も任され、公儀御用の材木の伐採を兼務した。
また木曽川の中流で綱場があった美濃国可児郡錦織村の錦織役所の支配も任された。
山村良勝は、山村甚兵衛家として美濃国の恵那郡・土岐郡・可児郡の中山道沿いの村々の中から4,600石(後に4,400石)を知行所として給され、父の良候には隠居料として1,300石が給されたため、山村甚兵衛家の知行地は5,900石(後に5,700石)となった。
木曾代官に就任すると、山村甚兵衛家の給人の中から下代官を任命し、１村または数ヶ村を支配させた。
木曾代官の報酬としては、御免白木5,000駄と、木曾住民からの貢物(薪・炭・新蕎麦・木綿・麻布・雉子・松明・人夫・馬・柿渋・飼料・筵の類)を得ていた。
また江戸幕府からは江戸の金杉(芝の将監橋)に3,423坪の屋敷を拝領し、交代寄合となり、番頭並、江戸城では1万石格の「柳の間詰」で遇せられた。
尾張藩からも城代格・大年寄として名古屋の東片端に3,477坪の屋敷を拝領した。

### 奉行所設置の経緯
戦国時代が終わり、安土桃山時代以降、新たな町づくりが進められると、城郭・社寺建築の木材需要が急増し、全国的な森林乱伐をもたらした。
江戸幕府から良材の無尽蔵宝庫と目された木曽谷は、江戸・駿府・名古屋の城と城下町などの建設のために膨大な用材が伐きり出され、深刻な森林資源の枯渇に陥ったのである。
寛文4年(1664年)6月、尾張藩は目付役の佐藤半太夫以下の役人を木曽谷に派遣し、木曽の山々の巡見を行った。
その結果、川筋の材木の伐採に適した所は全て伐り尽くされて乱伐が進んでいたことから、林政改革を行うこととなった。

### 尾張藩による林政改革
この改革の眼目の一つは、木曾代官の山村甚兵衛家に一任していた木曽山林の伐木・運材の支配を尾張藩の直轄事業に移し、統制と改革を行うことであった。
それは第一に、山村甚兵衛家および木曽谷の住民に与えられていた山林利用の既得権の大幅な削減であった。
具体的には、山村甚兵衛家が家康以来受けていた御免白木5千駄の原木を雑木に切り替え、木曽谷の村々へ与えていた御免白木6千駄を3千駄に減らした。
統制の第二の点は、尾張藩が木曽谷の村々への民政の直接的支配強化に重点を置いたことである。
改革の第二の点は、留山を指定して、山林資源の保持を図ったことである。
また尾張領は御用商人による伐採を停止したり、運材の統制・管理を強化した。
この施策は、山林乱伐を防ぐ森林保護政策の先駆であったが、森林資源でくらしを立てていた木曽の領民にとっては厳しい経済統制となった。
寛文5年(1665年)、尾張藩は、それまで山村甚兵衛家に支配を任せていた木曽川中流の錦織役所を廃止とし、
新たに尾張藩直轄の錦織川並材木奉行所と、牧野川並材木奉行所の両方を新設した。

### 上松材木役所
寛文5年(1665年)、尾張藩は、山林管理のために上松材木役所を設置して材木奉行を派遣した。初代奉行には佐藤半太夫が任命された。
奉行定員は2名で1名は、木曽川中流の美濃国可児郡錦織村に存在した尾張藩の錦織川並材木奉行を兼任した。

### 木曽谷の年貢
木曽谷における米納の村は、湯舟沢村・馬籠村・山口村・妻籠村・三留野村・須原村・福島村の6ヵ村であったが、
米納といっても水田が少ない木曽では、実際には主に雑穀で、米に換算して上納された。
雑穀の米1升に対する換算規定は、大豆1升5合、稗3升、粟2升5合などであった。
米や雑穀は一旦各村の郷蔵に収納され、木年貢の村々に対する下用米として、土居・榑木を完納次第、木年貢の村々に給付された。
奈良井村・贄川村の2ヵ村は黄金納であった。
荻曽村は、11石の山手納であった。
その他の村は木年貢として、土居と榑木を納める村に分かれていた。木年貢を納める村には、下用米(扶持米)が給付された。
土居を納めていたのは、野尻村・長野村・殿村・上松村・王滝村の5ヶ村で、合計4,352駄を上納していた。土居には厚土居と薄土居の2種類があった。
その他の村々は、榑木を納めていた。榑木には2種類あり役榑は合計15万2千挺・買榑は合計11万6,158挺を納めていた。

### 白木改番所による抜荷取締りの強化
寛文9年(1669年)、尾張藩は木曽平沢と中山道の落合宿に白木改番所を設置して、抜荷の取締りを強化した。
宝永5年(1708年)には上松材木奉行の市川甚左衛門が、ヒノキ(檜)・アスナロ(明日檜)・サワラ(椹)・コウヤマキ(高野槙)の四木の伐採を厳禁した。
この適用は明山だけでなく、入会地の林野・個人の林にまで範囲が拡大されていった。
宝永6年(1709年)には、御免白木の3千駄は、金200両に切り替えし材種・規格を格下げされた。
享保年間になると、その後についても種々統制が加えられた。ついで従来からの個人持ち百姓控林を止めて、これを村預りとする処分がとられたことである。この村預けになった百姓控林を後に享保度林と呼ぶようになった。
享保5年(1720年)にはクリ(栗)を留木にして伐採を禁じた。
享保6年(1721年)6月、尾張藩の普請奉行の大村源兵衛ら七名が第四回の巡見を行った。
その結果、山林の荒廃が著しいことから、ネズコ(鼠子)を留木に指定し、従来から指定されていたヒノキ(檜)・アスナロ(明日檜)・サワラ(椹)・コウヤマキ(高野槙)に加えて、五木(木曽五木)の伐採を厳禁した。
享保7年(1722年)にはマツ(松)を留木に加えて伐採を禁じ、また、田畑に対する制限と取り締まりを強化した。
享保8・9年には従来よりさらに徹底した統制と改革が実施された。
伐木の制限は、木曽谷のほぼ全域に及び、「木一本首一つ 枝一本腕一つ」といわれたヒノキなど木曽五木を伐れば死罪という徹底した森林保護となり、
享保8年(1723年)11月、尾張藩から山村甚兵衛家に対して、木年貢の廃止、米納切替の通達が出された。
享保9年(1724年)、尾張藩は、山村甚兵衛家七代の山村良及に「近年木曽谷中裁許の儀よろしからず」の理由で、山村甚兵衛家から木曽谷の行政の一切を尾張藩がら派遣した役人の立会勅許を指令し、大規模な検地が行われた。
そして福島村の上の段に設けられた立合役所(御用達役所)に、上松材木役所の機能と木曽谷支配の行政本部を移管した。これにより山村甚兵衛家の木曽谷における支配権は著しく抑制された。
享保12年(1727年)3月4日、落合の白木改番所は廃止され、その後、妻籠宿近くに下り谷白木改番所が設置された。
元文3年(1738年)、カツラ(桂)とケヤキ(槻)が留木に指定された。
寛延年間(1748年～1751年)か宝暦(1751年～)初年に発生した蛇抜けによって下り谷白木改番所が崩壊したため、妻籠宿と馬籠宿の中間の一石栃に移設した。(一石栃白木改番所)。

## 木曾材木奉行所
元文5年(1740年)に、尾張藩は林政改革の成果がほぼ達成されたとして、福島村の立合役所(御用達役所)を解散し、山村甚兵衛家による木曽谷支配が復活した。
尾張藩は奉行所を再び上松の元の場所に戻し、金313両の工事費をもって敷地・建物とも拡張して木曾材木奉行所に改称した。
伐木山には会所が設けられて木曽材木奉行所の役人が詰め、「尾張藩御用」の旗を揚げていた。

### 奉行所の役職者
元文5年(1740年)の機構改正からは奉行定員3名となり、うち1人は錦織川並材木奉行の兼任者であった。
奉行の下に吟味役2人が、奉行代として山方の業務に当っていた。その下に調役が2人会計を担当していた。以上が士分である。
その下に目代手代7人、手代10人、同心10人、同心見習2人、山手代10人がいて伐木運材の現場業務に当っていた。
同心は「御鉄砲組」といって材木川狩中川筋を巡回し、盗木の監視に当り一種の警察権を持っていた。

### 木曾材木奉行所の建物
その規模は南北65間(118m)、東西55間(100m)、敷地3,575坪、周囲2尺5寸(直径24cm)・長さ2間2尺(4m)の丸太で芝土手を築き建て回し、正面玄関は北の方全面に七尺(2.3m)の高土手を築き、松が植えてあった。この松は大きくなって御陣屋の松と呼ばれた。
西の方には杉と松が植えられていた。
矢来の内は東側も西側とも竹林で、往来は諏訪社に面して裏門が設けられ、南と西には非常の場合の木戸が設けられていた。
建物としては玄関付きの奉行屋敷があり、6間半に8間であった。玄関脇の部屋には「本締役」より選出された「内詰」と称する奉行の御用聞きの藩士の部屋があった。
奉行屋敷の出入口には、2間に6間半の東長屋があって、「同心」2名が詰め、60日ごとに交代した。
奉行屋敷の西側正面には、座敷前に幅4間(7m)、縦15間(17m)の矢場が設けられていた。
奥長屋は3間に20間の細長い建物で、西の方から「吟味役」・「調役」・「目代」の御用部屋があり、その隣には台所と侍部屋と湯屋があり、入口を挟んで「本締」・「山手代」の御用部屋があった。
前面には、天照皇大神宮、熱田大神宮、水天宮、三島大明神、御嶽大権現の五社が祀られていた。
北向きの玄関には数十挺の弓鉄砲を飾り、玉箱には葵の金紋が付けてあり、屋外には大砲を据え、門脇と玄関右手のの二か所に、突く棒・さすまた・もじりの三挺を立て、天水桶に小手桶を15個を備えて尾張藩の威容を誇示していたという。